# Гимн Диане
«Гимн Диане» — условное название стихотворения римского поэта Гая Валерия Катулла, включённого в состав посмертного сборника («Книги Катулла Веронского») под номером 34. Здесь автор обращается к богине Диане, причём остаётся неясным, идёт ли речь о полноценном гимне, который исполнялся во время священнодействий, или только о поэтическом упражнении. Второй вариант исследователи считают более вероятным.
Как именно распределялись строфы между хорами юношей и девушек, тоже неизвестно.